# Riekisura
Riekisura is een geslacht van vliesvleugeligen uit de familie Pteromalidae. De wetenschappelijke naam van dit geslacht is voor het eerst geldig gepubliceerd in 1988 door Boucek.

## Soorten
Het geslacht Riekisura omvat de volgende soorten:
- Riekisura auritegula (Girault, 1927)
- Riekisura curculionis (Girault, 1915)